# توبوپلاستی
توبوپلاستی یا ترمیم لوله‌های رحمی(به انگلیسی: Tuboplasty) اشاره به شماری از اعمال جراحی در جهت بازگرداندن کارایی وعملکرد دوباره لوله رحم که در نتیجه فرد بتواند توان باردار شدن مجدد را بیابد. با توجه به عوامل مختلف ناباروری، توبوپلاستی سعی در بازگرداندن توانایی لقاح و کمک به لقاح مصنوعی دارد.

## انواع
انواع مختلف توبوپلاستی شامل موارد زیر می‌باشد:
- Tubal reanastomosis:شامل برداشتن بافت لوله رحمی انسداد داده و پیوند آن به بخش سالم‌تر.
- Salpingolysis:شامل از بین بردن چسبندگی اطراف لوله.

## تکنیک
این اعمال جراحی بوسیله لاپاراتومی یا لاپاراسکوپی انجام می‌گیرند. تکنیک‌ها شامل استفاده از ریزجراحی، لیزر،کوتر کردن، استفاده از ابزارآلات کالبد شکافی و استنت جراحی می‌باشد.

## آماده سازی پوست و واژن
جهت انجام مقدمات پیش از عمل جراحی، بیمار در حالت سوپاین قرار گرفته و با قرار دادن چند عدد پد در زیر ساق‌های پا، وضعیت قورباغه به خود می‌گیرد. ناحیه تناسلی شستشو داده شده و بیمار به وسیله کاتتر فولی، سونداژ می‌گردد و دوباره به حالت سوپاین برگردانده و آماده عمل می‌گردد.